# Barbados ai Giochi della XXV Olimpiade
Le Barbados parteciparono ai Giochi della XXV Olimpiade, svoltisi a Barcellona, Spagna, dal 25 luglio al 9 agosto 1992, con una delegazione di 17 atleti impegnati in cinque discipline.